# Manja Braća

Red Manje Braće je muški red unutar franjevačkoga reda. Osnovao ga je sv. Franjo Asiški 1209. godine.

## Franjo Bernardone - obraćenje
Franjo je nakon mnogih zabava i snova o vojničkom životu raskrstio s veselim društvom te započeo život revnog razmišljanja i pobožnosti. Da svlada ono što mu po naravi bijaše odvratno, dao se na djela herojske ljubavi prema siromasima i gubavcima. U to je doba poduzeo i hodočašće u Rim, u baziliku Sv. Petra, na grob apostolskog prvaka. U jesen god. 1205. bijaše opet u rodnom Asizu. Tada je u crkvici San Damiano triput čuo zov Raspetoga: "Franjo, pođi i popravi mi crkvu jer, kako vidiš, sva je u ruševinama!" Obnovio je crkvicu Sv. Damjana te ondje povučen provodio vrijeme u razmatranju, u molitvi, pomalo ipak zabrinut kako će izbjeći očevu gnjevu koji je bio nad njim razočaran. Razočaranje je dolazilo iz zemaljskih pobuda, planova i ambicija, koje je imao sa sinom. Sve je to njemu neshvatljivim sinovljevim ponašanjem palo u vodu.
Potpuno u srcu obraćen i posve opredijeljen za Krista, Franjo se javno pred pobožnim asiškim biskupom Gvidom II. odrekao svih dobara i prava na očinsku baštinu. Time se kao pokornik i Bogu posvećena osoba podložio posve crkvenoj vlasti. Tada je izjavio: "Čujte me i shvatite dobro! Do ovog sam časa svojim ocem nazivao Petra Bernaridonea, odsad s većim pouzdanjem mogu reći: Oče naš, koji jesi na nebesima, u tebe stavljam sve svoje blago i nadu i zalog svog ufanja."

### Put siromaštva
Nalazeći se jednog dana u crkvi Sv. Marije anđeoske, čuo je kod mise ove evanđeoske riječi: Ne pribavljajte sebi u pojase ni zlatna, ni srebrna, ni bakrena novca; ni putne torbe, ni dviju haljina, ni obuće, ni štapa, jer radnik zaslužuje uzdržavanje! (Mt 10,9-10)... Čuvši te riječi, bio je tako snažno zahvaćen ljubavlju prema siromaštvu da je uskliknuo: To je što tražim, to je što svim srcem želim!
 Kasnije mu je svećenik protumačio sav smisao tih riječi, a i onih koje iza njih u Evanđelju sv. Mateja slijede. Iz njih proizlazi apsolutno siromaštvo, ponizno predanje i pouzdanje u Boga, obilaženje i propovijedanje Radosne vijesti Božjemu puku.

### Propovijedanje
Tako poučen i zahvaćen Božjom riječju iz 10. glave Matejeva evanđelja, Franjo je svoju pustinjačku odjeću zamijenio "minoritskom" - manje braće, kako će kasnije nazvati svoj red i njegove sljedbenike. Odložio je remen, sandale i štap, a svoju je grubu tuniku opasao bijelim konopom. Na glavu je stavio kapucu ili kukuljicu, kakvu su tada običavali nositi umbrijski seljaci. I tada je u svojoj župnoj crkvi Sv. Jurja u Asizu s velikim duhovnim žarom izrekao svoju prvu pokorničku i moralnu propovijed: "jednostavnom riječju ali velikodušnim srcem, pobuđujući i izgrađujući svoje slušatelje". Za svoju je zaručnicu izabrao sestricu siromaštinu, a te će neobične zaruke genijalni Dante, koji će i sam postati franjevački trećoredac, opjevati u stihovima svojim nenadmašivim pjesničkim perom.
Franjino je propovijedanje palilo, a još više primjer. Potreseni njima, samo nekoliko dana kasnije pridružiše mu se prvi sudrugovi novoga načina života: bogati trgovac Bernardo da Quintavalle, pravnik Pietro Cattani, zatim ponizni brat Egidije iz Asiza i neki drugi, njih 12 skupa s Franjom na broju. Franjo ih je godinu dana poučavao, a onda počeo slati na propovijedanje. Sakupivši neke evanđeoske tekstove, sastavio je prvu kratku Formulu života ili Prvotno pravilo života manje braće. Već 1209 god. Franjo je podnio papi Inocentu III na odobrenje i potvrdu kratko i jednostavno pravilo. Ono se sastojalo iz citata Biblije kojima je Franjo nadodao neke najnužnije odredbe neophodne za zajednički život. To potvrđeno pravilo je izgubljeno. Ostalo nam je uglavnom sačuvano nepotvrđeno pravilo. Jedan životopis pripovjeda kako je Franjo zamolio brata Cezara, vrsnog poznavatelja sv. Pisma da njegov jedinstveni tekst obogati i ukrasi recima iz Evanđelja. To pravilo ima najviše citata iz sv. Pisma i najbolji je svjedok Franjine zamisli i nastojanja. Ono odiše prvotnim zanosom i velikim idealizmom te brigom za braću i za Red koji se sve više širi. To je pravilo bilo temelj za pisanje novog Pravila.

#### Utemeljenje Reda
1209. je godina kanonskog utemeljenja Reda manje braće, kako ga je svetac nešto kasnije nazvao. A to je ime dao svome redu iz posve evanđeoskih motiva i pobuda. Želio je da sljedbenici i članovi Reda manje braće budu evanđeoski ponizni, spremni na služenje i pokoravanje svima. Tako to tumače najbolji i najkompetentniji Franjini životopisci Celano i sveti Bonaventura. U naše vrijeme Drugi vatikanski sabor pozvao je redove, družbe i kongregacije da idu na izvore, u prvom redu na izvor Evanđelja, a onda na spise, naputke, pravila, konstitucije, što im namriješe njihovi utemeljitelji.
Potvrdivši franjevačko Pravilo, sam Papa je svojim ugledom ovlastio prvu dvanaestoricu male braće da posvuda propovijedaju Evanđelje, a velikom tonzurom, kakvu su u još ne tako davna vremena franjevci nosili, uvrstio ih je u klerički red. Tad je vjerojatno i sv. Franjo bio zaređen za đakona, pri čemu je i ostao, jer se iz poniznosti i straha nije usudio pristupiti svećeničkom ređenju.

## Pravilo Reda manje braće
Papa Honorije III. 29. studenoga 1223. bulom potvrđuje Pravilo Reda manje braće. To je Pravilo koje danas vrijedi. Original bule čuva se u sv. samostanu Sacro Convento u Asizu.
Ono je nastalo kad se Franjo povukao u samoću, u Fonte Colombo. Najvjerojatnije je nepotvrđeno pravilo nastalo prije 1221., a konačno pravilo koje je potvrđeno od pape Honorija III 29. studenoga 1229. i zove se 'Regula bulata'. Original ovog pravila čuva se kao dragocjena relikvija u samostanu Sacro Convento u Asizu. Ono je nastalo na molbu braće, ali i uz pomoć i savjete kardinala Hugolina.
Pravilo:

#### Bulapape Honorija III
Honorije biskup, sluga slugu Božjih. Predragim sinovima, bratu Franji i ostaloj braći

Reda manje braće: pozdrav i apostolski blagoslov.

Apostolska Stolica običava uslišati pobožne molbe i dobrostivom naklonošću udovoljiti opravdanim željama molitelja. Stoga, predragi u Gospodinu sinovi, naklonjeni vašim pobožnim molbama, apostolskom vlašću potvrđujemo Pravilo vašega Reda koje je odobrio naš predšasnik blage uspomene papa Inocent te ga - kako je ovdje napisano - ovim pismom uzimamo u zaštitu. A Pravilo glasi ovako:

#### Prvo poglavlje
U ime Gospodnje! Počinje život Manje braće

1 Pravilo i život Manje braće jest ovo: obdržavati sveto Evanđelje Gospodina našega Isusa Krista živeći u poslušnosti, bez vlasništva i u čistoći. 

2 Brat Franjo obećava poslušnost i poštovanje gospodinu papi Honoriju i njegovim zakonitim nasljednicima i Rimskoj Crkvi.

3 A ostala braća dužna su slušati brata Franju i njegove nasljednike.

#### Drugo poglavlje
O onima koji žele prihvatiti ovaj život i kako ih treba primiti

1 Ako koji htjednu prihvatiti taj život pa dođu k našoj braći, neka ih braća pošalju svojim provincijalnim ministrima; samo njima, a ne drugima neka bude dopušteno primati braću.

2 A ministri neka ih pažljivo ispitaju o katoličkoj vjeri i o crkvenim sakramentima.

3 I ako sve to vjeruju i htjednu to vjerno ispovijedati i do smrti stalno obdržavati -

4 a nisu oženjeni, ili ako su oženjeni, ali su im žene već stupile u samostan i položile već zavjet čistoće, pa su im s ovlaštenjem dijecezanskoga biskupa dale dozvolu, a žene su takve dobi da se više u njih ne može sumnjati 

5 neka im provincijalni ministri uprave riječi svetoga Evanđelja da idu i sve svoje rasprodaju te nastoje podijeliti siromasima (usp. Mt 19,21).

6 Ako toga ne bi mogli učiniti, dosta je da imaju dobru volju.

7 I neka se braća i njihovi ministri čuvaju da se ne brinu za njihova vremenita dobra, kako bi sa svojim stvarima slobodno učinili štogod ih Gospodin nadahne.

8 Ako pak zatraže savjet, dopušta se ministrima da ih pošalju kojim bogobojaznim ljudima da po njihovu savjetu svoja dobra razdijele siromasima.

9 Neka im zatim dadu odjeću kušnje, to jest dva habita bez kapuce i pojas i donje odijelo i kaparon do pojasa,

10 osim ako ministri koji put po Bogu prosude drukčije.

11 Kad završe godinu kušnje, neka budu primljeni u poslušnost: neka obećaju da ćeovaj život i Pravilo uvijek obdržavati.

12 I po nalogu gospodina pape neće im nipošto biti dopušteno izaći iz ovoga Reda,

13 jer po svetom Evanđelju Nitko tko stavi ruku svoju na plug, pa se obazire natrag, nije prikladan za kraljevstvo Božje. (Lk 9,62) 

14 A oni koji su već obećali poslušnost neka imaju jedan habit s kapucom i drugi bez kapuce, koji bi ga htjeli imati.

15 I koje nužda prisili, mogu nositi obuću.

16 I sva braća neka se odijevaju jednostavnim odijelom i mogu ga s Božjim blagoslovom krpati vrećama i drugim krpama.

17 Opominjem ih i potičem da ne preziru i ne osuđuju ljude koje vide da su odjeveni u mekane i šarene haljine i da uživaju birana jela i pića.

Neka radije svatko osuđuje i prezire samoga sebe.

#### Treće poglavlje
O božanskom časoslovu i postu i kako braća moraju ići svijetom

1 Klerici neka mole božanski časoslov po uredbi svete Rimske Crkve, osim psaltira,

2 i zato mogu imati brevijare.

3 A neklerici neka mole dvadeset i četiri Očenaša za jutarnju, za hvale pet, za svaki pojedini čas - prvi, treći, šesti i deveti - po sedam, za večernju dvanaest, za povečerje sedam;

4 i neka mole za pokojne.

5 Neka poste od blagdana Svih Svetih do Božića.

6 Oni koji dragovoljno poste svetu četrdesetnicu, koja počinje od Bogojavljenja i traje punih četrdeset dana i koju je Gospodin posvetio svojim svetim postom, (usp. Mt 4,2) bili blagoslovljeni od Gospodina; a koji neće, neka ih se ne prisiljava.

7 Ali drugu četrdesetnicu do Uskrsnuća Gospodnjega dužni su postiti.

8 U ostalo vrijeme nisu dužni postiti, osim petkom.

9 U slučaju očite nužde braća nisu obvezna na tjelesni post.

10 Savjetujem, opominjem i potičem svoju braću u Gospodinu Isusu Kristu: kad idu svijetom neka se ne svađaju i ne prepiru niti druge osuđuju; 

11 već neka budu blagi, miroljubivi i čedni, skromni i ponizni, govoreći uljudno sa svakim kako se dolikuje.

12 I ne smiju jahati osim ako ih na to prisili očita potreba ili bolest.

13 U koju god kuću uđu neka najprije kažu: Mir kući ovoj (usp. Lk 10,8).

14 I po svetom Evanđelju slobodno jedu od svakoga jela koje im ponude.

#### Četvrto poglavlje
Braća ne smiju primati novaca

1 Strogo nalažem svoj braći da nipošto ne primaju denara ili novaca, ni sami ni po posredniku.

2 Za potrebe bolesnika i za odijevanje ostale braće neka se sami ministri i kustodi pomnjivo brinu preko duhovnih prijatelja - prema prilikama mjesta i vremena i prema hladnoći kraja, kako vide da potreba zahtijeva.

3 Ali uvijek tako kako je rečeno: da ne primaju denara ili novaca.

#### Peto poglavlje
O radu

1 Braća, kojoj je Gospodin dao milost da rade, neka rade vjerno i predano,

2 tako da - odstranivši nerad koji je neprijatelj duše - ne ugase duh svete molitve i pobožnosti kojemu sve ostalo vremenito treba da služi.

3 Kao plaću za rad neka primaju ono što treba njima i njihovoj braći za tjelesne potrebe, osim denara i novca, i to ponizno,

4 kako dolikuje Božjim slugama i sljedbenicima svetoga siromaštva.

#### Šesto poglavlje
Da braća ne smiju ništa prisvojiti, o sakupljanju milostinje i o bolesnoj braći

1 Neka braća sebi ništa ne prisvoje, ni kuće ni mjesta ni bilo koje stvari.

2 Kao putnici i pridošlice na ovome svijetu (usp. 1 Pt 2,11), služeći Gospodinu u siromaštvu i poniznosti, neka s pouzdanjem prose milostinju i ne treba da se stide,

3 jer je Gospodin radi nas bio siromašan na ovome svijetu (usp. 2 Kor 8,9).

4 To je ona izvrsnost uzvišenog siromaštva koje je vas, moju predragu braću, postavilo baštinicima i kraljevima nebeskoga kraljevstva, osiromašilo vas je u stvarima, a uzvisilo u krepostima. 

5 To neka bude vaš dio koji vodi u zemlju živih.

6 Vi ga, ljubljena braćo, potpuno prigrlite te u ime Gospodina našega Isusa Krista ne želite nikada ništa drugo pod nebom posjedovati.

7 I gdje god se braća nađu ili sretnu, neka se pokažu domaći među sobom.

8 I neka s punim povjerenjem jedan drugomu otkrije svoje potrebe: jer ako majka hrani i ljubi svoga tjelesnog sina, koliko brižljivije mora svatko ljubiti svoga duhovnog brata.

9 I ako koji od njih oboli, ostala ga braća moraju posluživati kako bi željela da se njih poslužuje.

#### Sedmo poglavlje
O pokori koja se ima naložiti braći koja griješe

1 Ako bi koji od braće zaveden od neprijatelja smrtno sagriješio, kad se radi o grijesima za koje je među braćom određeno da se moraju obratiti samo provincijalnim ministrima, dužna su spomenuta braća što prije njima se uteći, bez oklijevanja.

2 A ministri, ako su svećenici, neka im milosrdno nalože pokoru; ako pak nisu svećenici, neka im je nalože po drugim svećenicima Reda, kako po Bogu najbolje prosude da je korisno.

3 I moraju se čuvati da se zbog nečijega grijeha ne bi srdili ili uzrujavali, jer srdžba i uzrujanost onemogućuju ljubav u njima i u drugima.

#### Osmo poglavlje
O izboru generalnog ministra ovoga bratstva i o duhovskom kapitulu

1 Sva braća moraju uvijek imati jednoga od braće ovoga Reda za generalnog ministra i slugu cijeloga bratstva i njemu se imaju strogo pokoravati.

2 Kad on umre, neka mu provincijalni ministri i kustodi na duhovskom kapitulu izaberu nasljednika. Na taj se kapitul provincijalni ministri moraju uvijek sabrati gdje god to generalni ministar odredi;

3 i to jednom u tri godine ili u drugom dužem ili kraćem roku, kako to spomenuti ministar odredi.

4 Ako bi kada svi provincijalni ministri i kustodi zajedno uvidjeli da spomenuti ministar nije sposoban za službu i za opću korist braće, dužna su spomenuta braća koja imaju pravo izbora u ime Gospodnje drugoga izabrati za kustoda.

5 A poslije duhovskoga kapitula pojedini ministri i kustodi, budu li htjeli i bude li im se činilo korisnim, mogu iste godine u svojim kustodijama sazvati svoju braću na kapitul.

#### Deveto poglavlje
O propovjednicima

1 Neka braća ne propovijedaju u biskupiji kojega biskupa ako bi im on to zabranio.

2 I neka se nijedan brat ne usudi propovijedati narodu ako ga generalni ministar ovoga bratstva nije ispitao i potvrdio te mu povjerio propovjedničku službu.

3 Opominjem također i potičem tu istu braću da im u propovijedima što ih drže riječi budu prokušane i čiste, na korist i izgradnju naroda.

4 Neka im govore o manama i krepostima, o kazni i slavi, i to kratkim govorom jer je Gospodin na zemlji kratko govorio.

#### Deseto poglavlje
O opominjanju i popravljanju braće

1 Braća ministri i sluge ostale braće neka svoju braću pohađaju i opominju i neka ih ponizno i ljubazno ispravljaju, ne naređujući im ništa što bi bilo protiv njihove duše i našega Pravila.

2 A braća podložnici neka se sjete da su se radi Boga odrekli vlastite volje.

3 Zato im strogo naređujem da svoje ministre slušaju u svemu što su Gospodinu obećali obdržavati, a ne protivi se duši i našemu Pravilu.

4 I gdje god se nađe braće koja bi uvidjela i spoznala da ne mogu Pravilo duhovno obdržavati, mogu se i moraju obratiti svojim ministrima.

5 A ministri neka ih ljubazno i dobrostivo prime i neka se prema njima pokažu tako prijazni da braća mogu s njima govoriti i postupati kao gospodari sa svojim slugama;

6 jer tako mora biti: ministri neka budu sluge sve braće.

7 Opominjem i zaklinjem u Gospodinu Isusu Kristu da se braća čuvaju svake oholosti, tašte slave, zavisti, škrtosti, brige i skrbi za ovaj svijet, ogovaranja i mrmljanja; i oni koji nisu upućeni u znanosti neka ne teže da se upute.

8 Neka radije imaju na umu da iznad svega moraju željeti: da posjeduju Duha Gospodnjega i njegovo sveto djelovanje,

9 da mu se mole uvijek čista srca, da budu ponizni i strpljivi u progonstvu i bolesti te da ljube one koji nas progone, grde i karaju,

10 jer Gospodin veli: Ljubite svoje neprijatelje i molite za one koji vas progone i kleveću.(usp. Mt 5,44.)

11 Blago progonjenima zbog pravednosti, jer je njihovo kraljevstvo nebesko. (Mt 5, 10.)

12 Ali tko ustraje do kraja, taj će se spasiti. (Mt 10,22.)

#### Jedanaesto poglavlje
Braća neka ne ulaze u samostane redovnica

1 Strogo naređujem svoj braći da se čuvaju sumnjivih druženja sa ženama i savjetovanja 

2 i da ne ulaze u samostane redovnica osim onih kojima je Apostolska Stolica dala posebno dopuštenje.

3 Neka ne budu kumovi ni muškarcima ni ženama da tom zgodom ne bi nastala među braćom ili o braći kakva sablazan.

#### Dvanaesto poglavlje
O onima koji idu među Saracene i ostale nevjernike

1 Koji od braće po Božjem nadahnuću htjednu poći među Saracene i ostale nevjernike, neka za to zatraže dopuštenje od svojih provincijalnih ministara.

2 A ministri ne smiju nikomu dopustiti da ide, osim onima koje budu smatrali sposobnima za poslanje.

3 Osim toga, pod poslušnost naređujem ministrima da traže od gospodina pape jednoga kardinala svete Rimske Crkve koji će biti upravitelj, pokrovitelj i popravljač ovoga bratstva:

4 da uvijek podložni i pokorni toj svetoj Crkvi, postojani u katoličkoj vjeri obdržavamo siromaštvo i poniznost i sveto Evanđelje Gospodina našega Isusa Krista što smo čvrsto obećali.

#### Završetak bule pape Honorija III
Nikome stoga od ljudi nije dopušteno pobijati ovo pismo naše potvrde ili mu se
drsko protiviti. Tko bi se to usudio pokušati, neka znade da će upasti u nemilost
svemogućega Boga i njegovih blaženih apostola Petra i Pavla.
Dano u Lateranu, 29. studenoga, osme godine našega papinstva.

## Iz života sv. Franje:
- 1182. Rodio se u Asizu. Roditelji su mu Petar Bernardone i majka Ivana nazvana Dona Pika.
- 1202. – 1203. Za vrijeme zatočeništva u Peruđi Frano počinje razmišljati o novome stilu života.
- 1205. Tajanstveni san u Spoletu: "Franjo, tko ti može više učiniti: gospodar ili sluga?" "Zašto umjesto Gospodara tražiš slugu?"

Iste godine s raspela u crkvici Sv. Damjana čuje: "Idi, Franjo, i popravi moju kuću koja se ruši!"
- 1207. Pred biskupom Asiza biva razbaštinjen od zemaljskoga oca.
- 1208. Sluša u Porcijunkuli evanđelje o poslanju apostola i prepoznaje ga kao temelj svoga poziva.
- 1209. 16. travnja S prvih 12 drugova dolazi u Rim gdje papa Inocent III usmeno potvrduje njegov način života. Tako nastaje Prvi franjevački red, Red manje braće.
- 1211. 28. ožujka U Porcijunkuli prima u svoje bratstvo Klaru, i tako nastaje Red siromašnih gospođa - klarise.
- 1212. U Alvianu obećaje Franjo Pravilo za one koji žive u svijetu: prva ideja o Trećem franjevačkom redu, danas Franjevački svjetovni red. - Iste godine Franjo s nekolicinom braće polazi u Siriju, ali se zbog "protivnih vjetrova" mora zaustaviti na našoj obali. Uz taj događaj vezane su i tradicije o Franjinu boravku u Zadru, Dubrovniku, Splitu i Zagrebu.
- 1216. Netom izabrani novi papa Honorije III u Peruđi odobrava Franji "Porcijunkulski oprost".
- 1219. – 1220. Drugi put polazi u Siriju i pohađa Svetu zemlju.
- 1220. 16. siječnja Prvi franjevački mučenici u Maroku.
- 1221. Kapitul na rogožinama. Iste godine "Treći red" dobiva čvršću organizaciju.
- 1223. 29. studenoga Papa Honorije III potvrđuje Pravilo Reda manje braće što ga je Franjo sastavio u Fonte Colombu. Iste godine o Božiću događaj u Grecciju.
- 1224. Na La Verni u rujnu Franjo prima svete rane.
- 1225. U zimi boravi u Sv. Damianu gdje vjerojatno sastavlja jedan dio "Pjesme stvorova".
- 1226. uvečer 3. listopada U blizini crkvice Porcijunkule Franjo umire.
- 1228. 16. srpnja Papa Grgur IX proglašava Franju svetim.
- 1979. papa Ivan Pavao II proglašava Franju zaštitnikom ekologa.